# 谷丙凤
谷丙凤（1994年1月25日—），辽宁大连人，中国女子曲棍球运动员。她曾代表中国参加2020年夏季奥林匹克运动会曲棍球比赛。她也参加了2018年世界杯女子曲棍球赛。